# Mancomunidad Integral de Municipios Guadiana
La Mancomunidad Integral de Municipios Guadiana, es una de las mancomunidades integrales en las que se divide Extremadura (España). Forman parte de ella siete municipios (Cristina, Guareña, Manchita, Medellín, Mengabril, Santa Amalia y Valdetorres) y seis entidades locales menores del municipio de Don Benito (Gargáligas, Hernán Cortés, Ruecas, El Torviscal, Valdehornillos y Vivares). La capital de la mancomunidad es el municipio de Medellín.

## Historia
La Mancomunidad del Guadiana se creó en el año 2005, aunque inscrita el 20 de abril de 1999. Su primer presidente fue el alcalde de Guareña.